# Таганчанський Парк
«Таганчанський Парк»  — парк-пам'ятка садово-паркового мистецтва, об'єкт природно-заповідного фонду України.

## Розташування
Розташований поблизу с. Таганча Черкаського району Черкаської області.
Площа — 5,5 га. Перебуває у користуванні Таганчанської сільської ради.
Парк по обидва боки шляху Київ-Черкаси, дерева розміщені біогрупами. В підніжжі парку р. Суха Згарь з озером. Місце відпочинку.

## Історія
Оголошений рішенням Черкаського облвиконкому № 367 від 27 червня 1972 на площі 8,8 га. 
Рішенням Черкаської обласної ради № 354 від 21 листопада 1984 «Про мережу територій і об'єктів природно-заповідного фонду області» парк-пам'ятка садово-паркового мистецтва скасований. Скасування статусу відбулось із зазначенням причини «не відповідає вимогам нової класифікації»..
Рішенням Черкаської обласної ради від 23.12.1998 року заповідний статус відновлено.